# Пи Стрельца
Пи Стрельца (лат. Pi Sagittarii) — тройная звезда, которая находится в созвездии Стрелец на расстоянии приблизительно 508 световых лет от нас. Звезда также имеет традиционное арабское название Альбалдах.

## Характеристики
π Стрельца — яркая звезда 2,89 видимой величины, видна невооружённым глазом, и поэтому известна с глубокой древности. Арабские астрономы дали ей наименование Альбалдах («Albaldah» или «Al Baldah»), что означает «город». π Стрельца — система из трёх звёзд, главная из которых является массивным ярким жёлто-белым гигантом с температурой поверхности 6590 К. Её светимость превышает солнечную почти в тысячу раз. Примечательно, что звезда находится на таком этапе эволюции, когда её внутреннее давление и гравитация теряют устойчивость, из-за чего звезда начинает периодически расширяться и сжиматься.
Две другие компоненты системы находятся очень близко от главной звезды, однако об их свойствах на данный момент[когда?] ничего не известно.